# Koen van Brussel
Koen van Brussel (21 de agosto de 1994) es un deportista neerlandés que compite en remo. Ganó dos medallas en el Campeonato Europeo de Remo, en los años 2018 y 2021.

## Palmarés internacional
| Campeonato Europeo | Campeonato Europeo    | Campeonato Europeo | Campeonato Europeo  |
| Año                | Lugar                 | Medalla            | Prueba              |
| ------------------ | --------------------- | ------------------ | ------------------- |
| 2018               | Glasgow (Reino Unido) | Medalla de bronce  | Cuatro scull ligero |
| 2021               | Varese (Italia)       | Medalla de bronce  | Cuatro scull ligero |